# Sarma (magasin)
Pour les articles homonymes, voir Sarma.
Sarma est une chaîne de magasins belge active entre 1928 et 2004. Sarma est l'acronyme de Société anonyme pour la revente d'articles de masse[Pas dans la source]. Le premier Sarma est lancé place Sainte-Catherine en 1928. Ils ont été repris en 1997 par l’enseigne HEMA.

## Histoire
Dans l’entre-deux-guerres, on assiste en Belgique à l’émergence d’un nouveau type de commerces : les magasins populaires à l’instar des magasins américains « five cent stores » qui vendent tout leur assortiment au même prix et trouvent leur clientèle auprès des classes populaires urbaines. L’exemple le plus célèbre est celui de Sarma.

### Entreprise de distribution autonome
L'un des initiateurs de Sarma était le baron Jean-Baptiste van Ghijsel de Meise (1885-1956) qui résida au Havre durant la Première Guerre mondiale où il entra en contact avec le monde de la (pas encore grande) distribution. Il devient Administrateur Délégué de Sarma en 1929 aux côtés de Félix Isidore Souweine, président du Conseil d'administration de 1928 à 1940, il œuvra pour les réfugiés juifs allemands et dota de nombreuses institutions juives et non juives. Son fils, Edgard (1901-1988), sera administrateur de SARMA de 1945 aux années 1970. 
Sarma fut très rapidement confronté à la Grande Dépression à laquelle elle réagit en introduisant le concept de magasin à prix unique, ce qui fit son succès et assura le développement du réseau. En 1936, Sarma était l'un des leaders de la distribution en Belgique, aux côtés de Nopri, un réseau de franchisés créé en 1933 et commercialisant les produits Sarma.  
En 1937, l'adoption d'une législation sur la protection du petit commerce imposa aux réseaux de distribution un moratoire sur l'ouverture de nouvelles implantations, ce qui limita l'expansion de Sarma jusqu'à l'abrogation de la loi en 1959.
Après la Seconde Guerre mondiale, l'augmentation générale du niveau de vie donne aux magasins à prix unique une connotation de plus en plus négative. Sarma abandonne donc le concept et évolue vers une approche plus classique de la distribution. 

### Rachats et reprises
À la fin des années 1960, Sarma et Nopri sont repris par la chaine américaine J. C. Penney qui développa une stratégie d'expansion forte axée sur le textile pour l'enseigne devenue Sarma-Penney. Ceci passa notamment par la mise en œuvre d'hypermarchés couplés à des restaurants Lunch Garden (Sarma était jusque-là une chaine de petites et moyennes surfaces). 
À la fin de 1976, l'étendue de la chaine culmine à 79 enseignes Sarma et 205 implantations Nopri. La part de marché commence à diminuer et JC Penney revend son réseau en 1987 à l'un de ses concurrents, le groupe GIB (Grand Bazar, Inno(vation), Bon Marché).
GIB, qui a ses activités de distribution sous les noms GB (Grand Bazar) et Unic restructura le réseau en profondeur et convertit de nombreuses implantations à vocation généralistes au sein de l'enseigne GB alors que la marque Sarma subsiste pour les magasins majoritairement dédiés au « non food ». Advient dans les années 1990, le contrecoup de son expansion, le groupe se sépare d’un quart de son personnel.  
Cependant, les restaurants Lunch Garden ont fait leur chemin. En 1996, Resto GB et Lunch Garden fusionnent et tous les restaurants des grands magasins du groupe sont transformés en restaurants Lunch Garden.  
À la fin du XXe siècle, le groupe GIB décide de se démanteler. En 1997, les enseignes Sarma subsistantes, situées essentiellement dans des artères commerçantes de centre ville, sont cédées au groupe néerlandais Maxeda, propriétaire de l'enseigne HEMA que porteront par la suite les magasins Sarma. 
En 1999, le patrimoine immobilier des magasins Sarma passe dans les mains de Redevco, propriété de la famille néerlandaise Brenninkmeijer (propriétaire de C&A), suivi en 2001 par la liquidation de la société Sarma, devenue une coquille vide.